# Ray Reardon
Ray Reardon (Tredegar, Gales; 8 de octubre de 1932 - 19 de julio de 2024) fue un jugador profesional de snooker galés.

## Carrera deportiva
Reardon fue el ganador del Campeonato Mundial de Snooker en seis ocasiones (1970, 1973, 1974, 1975, 1976 y 1978); y del Torneo de campeones en su primera edición, la de 1978, venciendo en la final al norirlandés Alex Higgins.